# 圧入工法
圧入工法（あつにゅうこうほう）とは、建設工事や土木工事において杭の打ち抜きの際に、すでに地中に押し込まれた杭を数本つかみ、その引抜抵抗力を反力として次の杭を油圧による静荷重で地中に押し込んでいく工法である。圧入工法では、振動や騒音といった建設公害を発生せず、既に打ち込まれた完成杭から反力を得るため、圧入機本体の自重が必要なく、施工機械の軽量・コンパクト化が図れる。そのため様々な現場環境への適用が可能となっている。
圧入工法の根幹をなすコンセプトは、地球に押し込まれた杭の引抜抵抗力を反力として油圧による静荷重で次の杭を押し込んでゆく「圧入原理」である。この原理は、建設公害が大きな社会問題となった1960年代後期、北村精男（GIKENグループ創業者）によって見出され、圧入機サイレントパイラーの発明（1975年）によって世界で初めて圧入工法として実用化された。
2007年2月、圧入工法の原理を科学的に解明し、圧入工法の工学的な優位性を明らかにするとともに圧入工法の世界的な普及を目的とした国際圧入学会（IPA）が創設された。国内外の圧入工学及び地盤工学、機械工学などの学識者、技術者から構成され、2007年10月には会員400人を超す組織に発展している。